# Драфт НБА 1985 года
Драфт НБА 1985 года стал 39-м в истории НБА и проходил 18 июня в театральном зале Мэдисон-Сквер-Гарден в Нью-Йорке. Именно на этом драфте впервые ввели в использование действующую и сегодня драфт-лотерею, которая проводилась за месяц до самой церемонии. Выиграли же её «Нью-Йорк Никс», прогнозируемо выбравшие на самом драфте Патрика Юинга из Джорджтаунского университета. После этого многие обвиняли Дэвида Стерна в подтассовке результатов, ведь его «Нью-Йорк Никс» были только третьими по шансам на выбор первого номера драфта. Состоял драфт из семи раундов на протяжении которых все 23 команды Лиги выбрали 162 игрока.
Четыре выбора драфта 1985 года были избраны в Зал славы баскетбола — Патрик Юинг, Крис Маллин, Карл Мэлоун и Джо Думарс. Ещё пять игроков участвовали в Матче всех звёзд НБА и включались в символические сборные всех звёзд НБА по итогам сезона.
|  | Игроки, выбранные в Зал славы баскетбола                   |
|  | Участники Матча всех звёзд и игроки сборной всех звёзд НБА |
|  | Участники Матча всех звёзд                                 |
|  | Игроки сборной всех звёзд                                  |
|  | Баскетболисты, не игравшие в НБА                           |

## Первый раунд

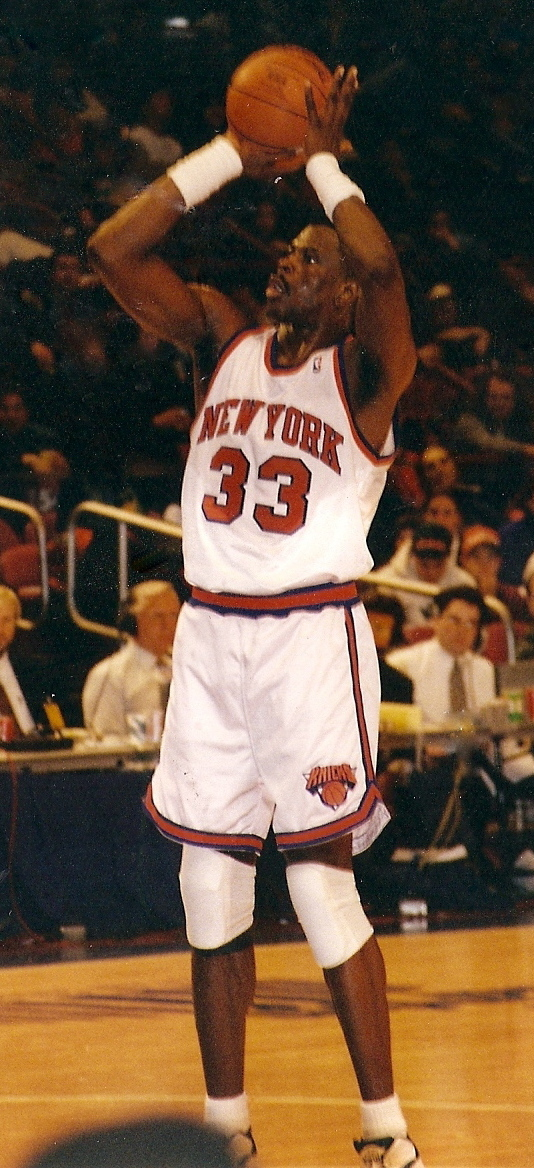
Патрик Юинг, 1-й выбор драфта 1985 года

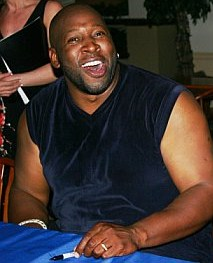
Уэймен Тисдэйл, второй номер драфта

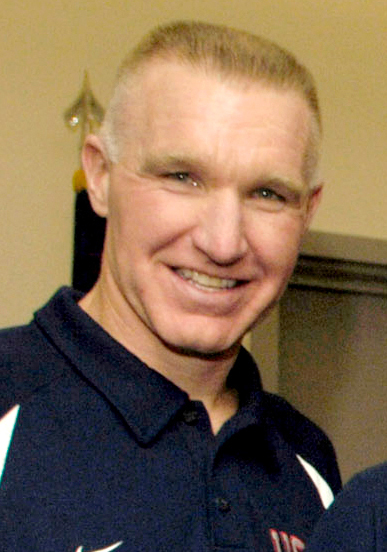
Крис Маллин, 7-й номер драфта

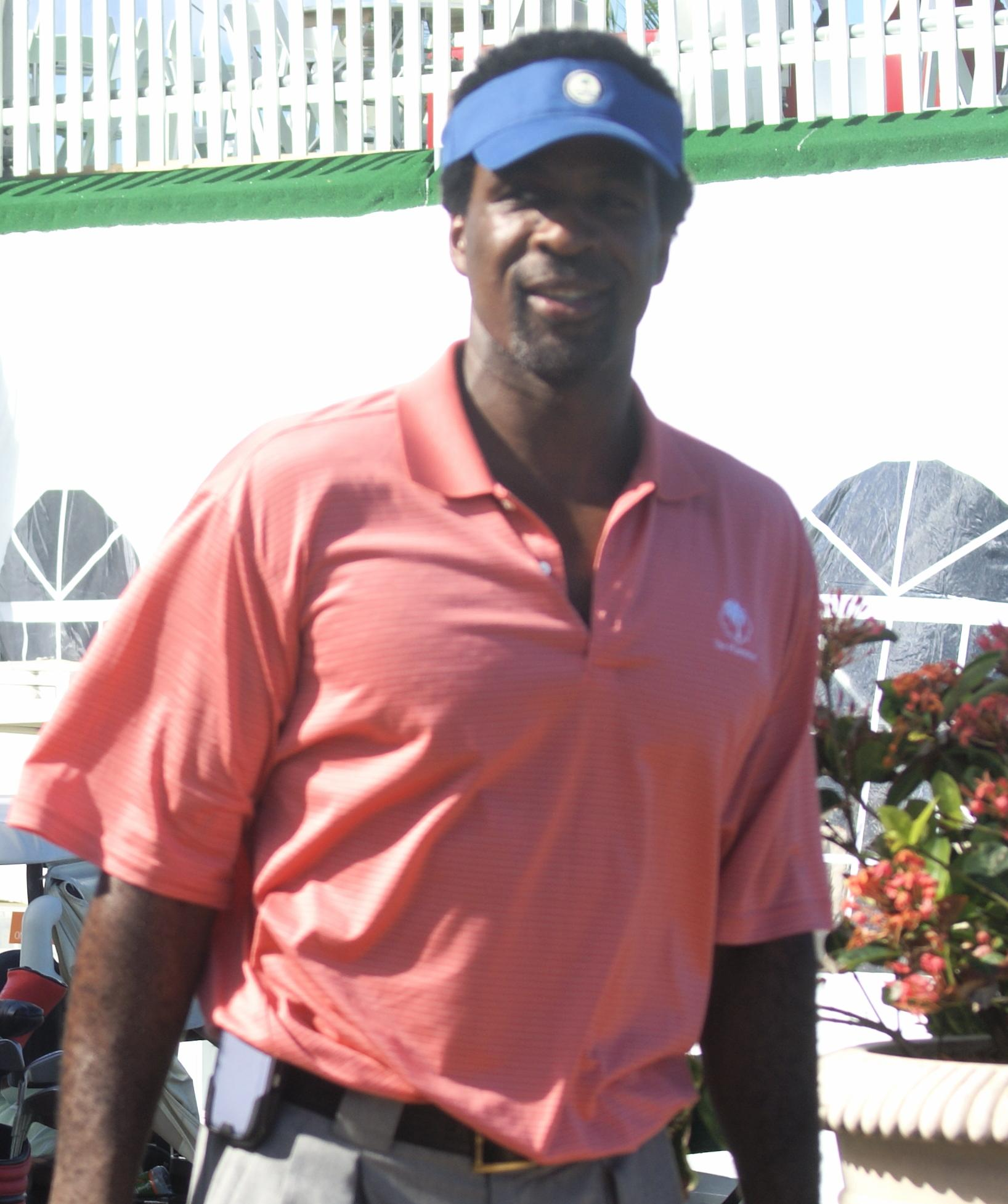
Чарльз Окли, 9-й номер драфта

| #  | Игрок             | Гражданство | Команда НБА                                       | Колледж/Клубная команда        | Амплуа                 |
| -- | ----------------- | ----------- | ------------------------------------------------- | ------------------------------ | ---------------------- |
| 1  | Патрик Юинг       | США         | Нью-Йорк Никс                                     | Джорджтаун                     | центровой              |
| 2  | Уэймен Тисдейл    | США         | Индиана Пэйсерс                                   | Оклахома                       | тяжёлый форвард        |
| 3  | Бенуа Бенджамин   | США         | Лос-Анджелес Клипперс                             | Крейтон                        | центровой              |
| 4  | Ксавьер Макдэниэл | США         | Сиэтл Суперсоникс                                 | Уичита Стэйт                   | тяжёлый форвард        |
| 5  | Джон Кончак       | США         | Атланта Хокс                                      | Южный методистский университет | центровой              |
| 6  | Джо Клейн         | США         | Сакраменто Кингс                                  | Арканзас                       | центровой              |
| 7  | Крис Маллин       | США         | Голден Стэйт Уорриорз                             | Университет святого Иоанна     | лёгкий форвард         |
| 8  | Детлеф Шремпф     | ФРГ         | Даллас Маверикс (от Кавальерс)                    | Вашингтон                      | лёгкий/тяжёлый форвард |
| 9  | Чарльз Окли       | США         | Кливленд Кавальерс                                | Виргиния Юнион                 | тяжёлый форвард        |
| 10 | Эд Пинкни         | США         | Финикс Санз                                       | Вилланова                      | тяжёлый форвард        |
| 11 | Кит Ли            | США         | Чикаго Буллз                                      | Мемфис                         | центровой              |
| 12 | Кенни Грин        | США         | Вашингтон Буллетс                                 | Уэйк-Форест                    | лёгкий форвард         |
| 13 | Карл Мэлоун       | США         | Юта Джаз                                          | Луизиана Техн                  | тяжёлый форвард        |
| 14 | Алфредрик Хьюз    | США         | Сан-Антонио Спёрс                                 | Лойола                         | атакующий защитник     |
| 15 | Блэр Расмуссен    | США         | Денвер Наггетс (от Портленда)                     | Орегон                         | центровой              |
| 16 | Билл Веннингтон   | Канада      | Даллас Маверикс (от Нью-Джерси)                   | Университет святого Иоанна     | центровой              |
| 17 | Уве Блаб          | ФРГ         | Даллас Маверикс                                   | Индиана                        | центровой              |
| 18 | Джо Думарс        | США         | Детройт Пистонс                                   | Макнис Стэйт                   | атакующий защитник     |
| 19 | Стив Харрис       | США         | Хьюстон Рокетс                                    | Талса                          | атакующий защитник     |
| 20 | Сэм Винсент       | США         | Бостон Селтикс (от Денвера через Даллас)          | Мичиган Стэйт                  | атакующий защитник     |
| 21 | Терри Кетледж     | США         | Филадельфия 76                                    | Южная Алабама                  | тяжелый форвард        |
| 22 | Джерри Рейнольдс  | США         | Милуоки Бакс                                      | Сент-Луис                      | защитник/форвард       |
| 23 | Эй Си Грин        | США         | Лос-Анджелес Лейкерс                              | Орегон Стэйт                   | тяжёлый форвард        |
| 24 | Терри Портер      | США         | Портленд Трэйл Блэйзерс (от Бостона через Даллас) | Висконсин                      | разыгрывающий          |

## Второй раунд

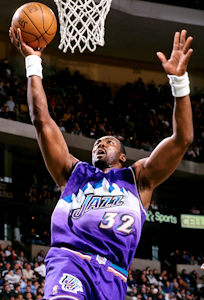
Карл Мэлоун, 13-й номер драфта

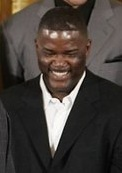
Джо Думарс, 18-й номер драфта

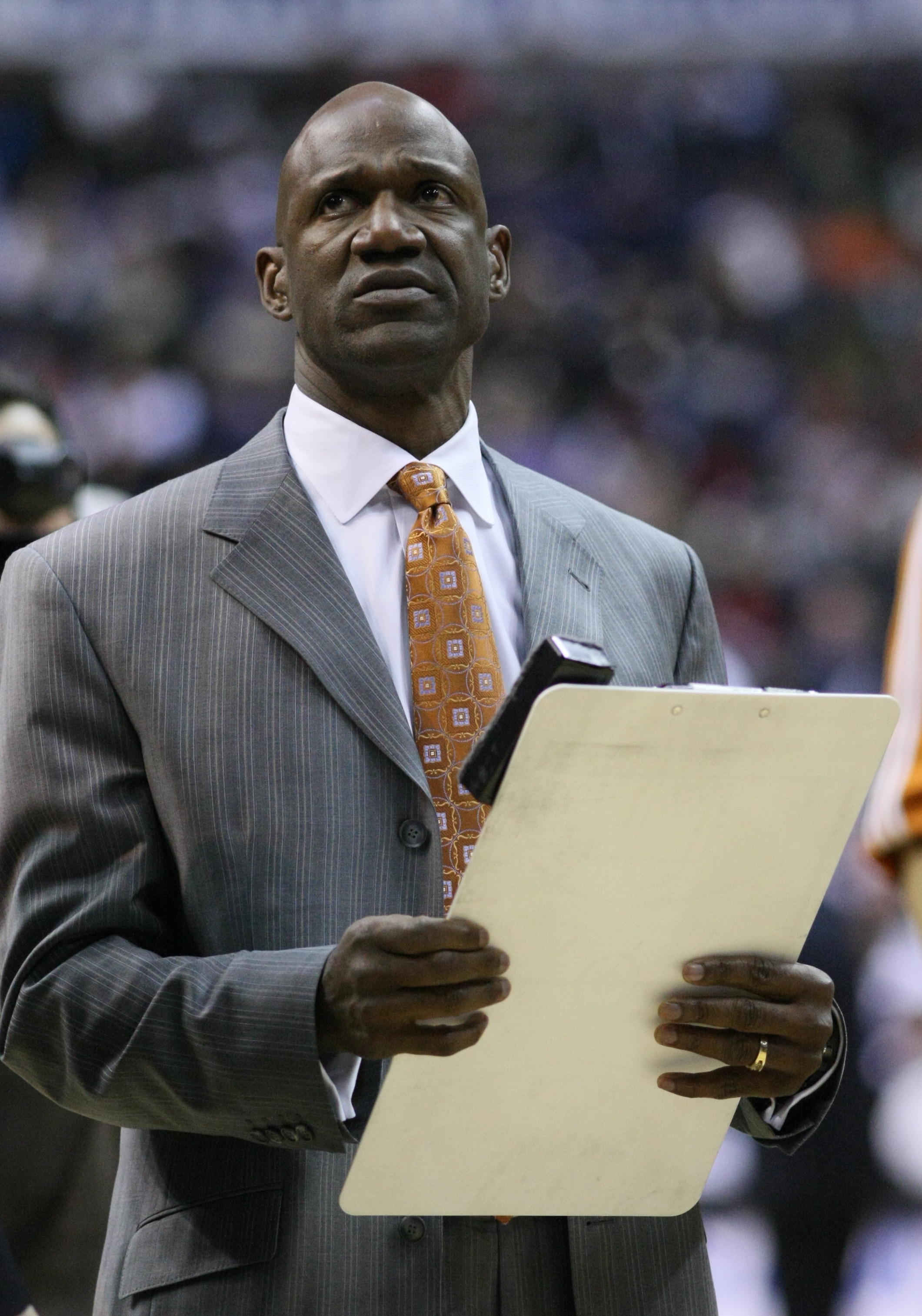
Терри Портер, 24-й номер Драфта

| #  | Игрок             | Гражданство | Команда НБА                | Колледж/Клубная команда | Амплуа             |
| -- | ----------------- | ----------- | -------------------------- | ----------------------- | ------------------ |
| 25 | Майк Смрек        | Канада      | Портленд Трэйл Блэйзерс    | Канизийский колледж     | центровой          |
| 26 | Билл Мартин       | США         | Индиана Пэйсерс            | Джорджтаун              | форвард            |
| 27 | Дуэйн Макклейн    | США         | Индиана Пэйсерс            | Вилланова               | атакующий защитник |
| 28 | Кен Джонсон       | США         | Чикаго Буллз               | Мичиган Стэйт           | форвард            |
| 29 | Майк Бриттэйн     | США         | Сан-Антонио Спёрс          | Южная Каролина          | центровой          |
| 30 | Келвин Данкан     | США         | Кливленд Кавальерс         | Виргиния                | защитник           |
| 31 | Мануте Бол        | Судан       | Вашингтон Буллетс          | Бриджпорт               | центровой          |
| 32 | Ник Уэйнос        | США         | Финикс Санз                | Санта-Клара             | центровой          |
| 33 | Грег Стоукс       | США         | Филадельфия 76             | Айова                   | тяжёлый форвард    |
| 34 | Обри Шеррод       | США         | Чикаго Буллз               | Уичита Стэйт            | атакующий защитник |
| 35 | Тайрон Корбин     | США         | Сан-Антонио Спёрс          | Де Поль)                | форвард            |
| 36 | Ивон Джозеф       | Гаити       | Нью-Джерси Нетс            | Джорджия Техн           | центровой          |
| 37 | Кери Скарри       | США         | Юта Джаз                   | Лонг-Айленд             | легкий форвард     |
| 38 | Фернандо Мартин   | Испания     | Нью-Джерси Нетс            | Реал Мадрид (Испания)   | тяжёлый форвард    |
| 39 | Джордж Монтгомери | США         | Портленд Трэйл Блэйзерс    | Иллинойс                |                    |
| 40 | Марк Эйкрс        | США         | Даллас Маверикс            | Орал Робертс            | форвард/центровой  |
| 41 | Лоренцо Чарльз    | США         | Атланта Хокс               | Северная Каролина Стэйт | тяжёлый форвард    |
| 42 | Бобби Ли Хёрт     | США         | Голден Стэйт Уорриорз      | Алабама                 |                    |
| 43 | Барри Стивенс     | США         | Денвер Наггетс             | Айова Стэйт             | атакующий защитник |
| 44 | Войс Винтерс      | США         | Филадельфия 76             | Брэдли                  | атакующий защитник |
| 45 | Джон Уильямс      | США         | Кливленд Кавальерс         | Тулейн                  | тяжёлый форвард    |
| 46 | Адриан Брэнч      | США         | Чикаго Буллз (от Лейкерс)  | Мэриленд                | лёгкий форвард     |
| 47 | Джеральд Уилкинс  | США         | Нью-Йорк Никс (от Бостона) | Чаттануга               | разыгрывающий      |

## Известные игроки, выбранные после второго раунда драфта

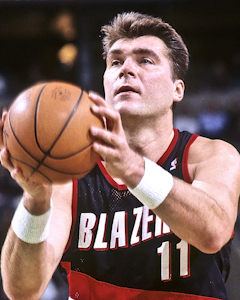
Будущего члена Зала славы баскетбола Арвидаса Сабониса впервые выбрали только в четвёртом раунде под 77-м номером, но выбор был аннулирован из-за недостижения им 21-летнего возраста

| #   | Игрок           | Гражданство | Команда НБА                                   | Колледж/Клубная команда | Амплуа             |
| --- | --------------- | ----------- | --------------------------------------------- | ----------------------- | ------------------ |
| 54  | Сэм Митчелл     | США         | Хьюстон Рокетс (от Атланты через Сан-Антонио) | Мерсер                  | атакующий защитник |
| 66  | Майкл Адамс     | США         | Сакраменто Кингз (от Денвера)                 | Бостонский колледж      | разыгрывающий      |
| 77  | Арвидас Сабонис | СССР        | Атланта Хокс (аннулирован)                    | Жальгирис (СССР)        | центровой          |
| 87  | Спад Уэбб       | США         | Детройт Пистонс                               | Северная Каролина Стэйт | разыгрывающий      |
| 160 | Марио Эли       | США         | Милуоки Бакс                                  | Международный колледж   | центровой          |